# 한국인터넷정보센터
한국인터넷정보센터(KRNIC, Korea Network Information Center)는 대한민국의 인터넷 발전을 위한 기능 유지와 이용 활성화를 위해 1999년 6월 설립된 비영리 기관이다.
주요 업무 및 역할은 안정적인 인터넷 주소 관리 체제의 정립, 주소의 원활한 할당 및 관리, 인터넷 관련 국익보호활동, 기타 인터넷 이용 촉진을 위한 활동 등을 수행한다. 또한 IP 주소 및 도메인 등록서비스의 수행, 주요 정보 서비스 제공, ICANN, APTLD, APNIC 등과의 정보교환, 업무협력, 기술교류 등의 활동을 주로 한다.